# محمد إسطنبلي
محمد إسطنبلي مواليد 21 مارس 1982 في حلب، هو مدرب كرة قدم ولاعب كرة قدم سوري سابق كان يلعب في مركز الدفاع.

## البدايات
لعب محمد إسطنبلي في بداية حياته المهنية في سوريا ومن الأندية التي لعب لها نادي الحرية ونادي الوحدة ونادي النواعير ونادي تشرين. واحترف بعد ذلك خارج سوريا.

## المسيرة الاحترافية
احترف محمد إسطنبلي في دوري المحترفين السعودي ليلعب لصالح نادي الوطني ونادي الأنصار السعودي. بعد أن لعب نصف الموسم لصالح الأنصار انتقل إلى دوري المحترفين الإيراني ليلعب لصالح نادي ألومينيوم هرمزغان. أحترف أيضا في الدوري العراقي الممتاز حيث لعب في صفوف نادي نفط الجنوب، كما احترف في الدوري اللبناني الممتاز مع نادي طرابلس.

## المسيرة الدولية
لعب محمد إسطنبلي مع منتخب سوريا الوطني لكرة القدم الذي وصل إلى المباراة النهائية لألعاب غرب آسيا في عام 2005. وقد ظهر في 16 مباراة مع المنتخب السوري دون تسجيل أية أهداف.

## الإدارة والتدريب
يعمل محمد إسطنبلي مع الكادر الإداري والفني لنادي الوحدة السوري بصفة مُساعد مُدرّب إلى جانب محمد شبرق وعمر عكيل. ومن المناصب التي عمل بها محمد إسطنبلي مساعد مدرب في نادي ضمك السعودي. ومساعد مدرب في نادي الحزم السعودي. كذلك كان مساعد مدرب في نادي حتا الإماراتي إلى جانب مواطنه نزار محروس.
وعلى الصعيد الإداري فقد شغل إسطنبلي منصب المدير الفني لنادي الحرية السوري.

## الأهداف
النتائج مأخوذة من موقع كووورة.
| المنافسة                   | التاريخ    | الوقت | النادي   | النتيجة | الخصم   | الأهداف التي سجلها                     |
| -------------------------- | ---------- | ----- | -------- | ------- | ------- | -------------------------------------- |
| الدوري السوري 2001/2002    | 2001/11/2  | 15:00 | الحرية   | 3-2     | تشرين   | 1 في الدقيقة 86                        |
| الدوري السوري 2002/2003    | 2002/11/22 | 15:00 | الحرية   | 1-4     | أمية    | 1 في الدقيقة 28                        |
| الدوري السوري 2003/2004    | 2004/1/2   | 15:00 | الحرية   | 0-3     | حطين    | 1 في الدقيقة 47                        |
| الدوري السوري 2004/2005    | 2005/3/11  | 15:00 | الحرية   | 1-2     | الكرامة | سجّل هدفًا في مرماه بالخطأ في الدقيقة 60 |
| الدوري السوري 2005/2006    | 2006/3/31  | 16:00 | الوحدة   | 2-1     | جبلة    | 1 في الدقيقة 5                         |
| الدوري السوري 2007/2008    | 2007/10/20 | 19:00 | النواعير | 1-3     | الاتحاد | هدف واحد                               |
| الدوري السوري 2009/2010    | 2009/12/7  | 15:00 | تشرين    | 1-1     | الوحدة  | 1 في الدقيقة 23                        |
| الدوري السوري 2010/2011    | 2010/11/26 | 15:00 | الوحدة   | 2-2     | الجزيرة | 1 في الدقيقة 90                        |
| دوري الدرجة الأولى السعودي | 2015/11/14 | 15:30 | الوطني   | 2-2     | ضمك     | 1 في الدقيقة 39                        |
| دوري الدرجة الأولى السعودي | 2015/12/18 | 15:40 | الوطني   | 1-2     | الباطن  | 1 في الدقيقة 32                        |